# Саса
Саса, или Сааса(ивр. סָאסָא‎) — кибуц в Верхней Галилее на севере Израиля. Находится рядом с Ливанской границей, в 15 километрах от Цфата и 10 от Маалот-Таршиха.

## История
Кибуц Саса расположен на возвышенности, на высоте 900 метров над уровнем моря.
Саса принадлежит к движению «Ха-Кибуц Ха-Арци» и относится к региональному консульству Верхней Галилеи. 
Кибуц основан в 1949 году на руинах арабской деревни Саса участниками 5-й алии, выходцами движения «Ха-шомер ха-цаир» из Северной Америки.
Арабская деревня Саса, которая в начале Войны за независимость была занята Арабской освободительной армией, была разрушена в ходе операции «Хирам».

## Население
По данным Центрального статистического бюро Израиля, население на начало 2020 года составляло 416 человек.
Население кибуца состоит из четырёх различных категорий:
- основатели кибуца, израильтяне
- члены движения «Ха-шомер ха-цаир» из Швеции, Франции и Италии,
- члены кибуца, родившиеся в нём
- выпускники школы «Пинат Анна Франк».

## Экономика
Основные сельскохозяйственные отрасли кибуца — выращивание фруктов (яблок, киви, вишни, цитрусовых, авокадо) и животноводство (куры, молочные породы коров).
На территории кибуца действует фабрика «Пласон».
Развит туристический бизнес и сдача домиков в аренду.
На его территории находятся могилы Рава Леви Бар Сиси и Иосифа Бар Сиси.
Саса входит в десятку самых богатых кибуцев Израиля, его капитал оценивается в 220 млн шекелей.